# Gai Peteli Libó Visol (cònsol 360 aC)
Gai Peteli Libó Visol (en llatí: Caius Poetelius C. F. Q. N. Libo Visolus) va ser un magistrat romà. Era probablement net del decemvir Quint Peteli Libó Visol. Formava part de la gens Petèlia, d'origen plebeu.
Va ser cònsol l'any 360 aC juntament amb Marc Fabi Ambust. Va obtenir una victòria contra els gals i també a la ciutat de Tibur. A la seva tornada va celebrar un doble triomf per la derrota de les dues nacions. Als Fasti Capitolini el mencionen com a Poetelius, Titus Livi l'esmenta com Caius Poetelius Balbus i Diodor només dona el nom sense cap cognom.